# Segisaurus
Il Segisaurus (che significa "Lucertola di Segi") è un genere di dinosauro teropode appartenente alla famiglia dei celofisidi; raggiunge quasi il metro di lunghezza. L'unico campione noto, risalente agli albori dell'era giurassica, fu scoperto nel 1933 nel Tsegi Canyon, Arizona; Segisaurus è al momento l'unica specie di dinosauro ritrovato in quell'area. Fu descritto più tardi, nel 1936, dal paleontologo Charles Lewis Camp. Lo scheletro fossile appare frammentario, con solo porzioni di arti, vertebre, ma nessun materiale cranico. Questa specie è stata per un certo tempo attribuita ad un animale simile con il quale probabilmente conviveva, il Coelophysis. La distinzione principale è che le ossa del segisauro sono piuttosto solide, mentre quelle del Coelophysis appaiono cave. Per un periodo gli scienziati considerarono il segisauro un non terropode. Più tardi, alcune investigazioni rilevarono nei resti del campione, nel 2005, che il segisauro era più imparentato con il Procompsognathus.

## Descrizione
Il segisauro visse, approssimativamente, tra i 206 e i 200 milioni di anni fa, nel periodo Giurassico. Aveva pressappoco la taglia di un'oca ed era bipede. Come già detto, raggiungeva la lunghezza di 1 metro, ma probabilmente altri esemplari della stessa specie potevano arrivare anche a 1,5 m; l'altezza poteva essere pari a mezzo metro ed il peso sui 4-7 kg. Era agile e si nutriva di insetti; però, probabilmente, era anche un animale spazzino, cioè si poteva anche cibare di carcasse. La struttura del corpo è simile a quella di un uccello, con un collo allungato e flessibile. Le gambe potenti avevano la stessa lunghezza del corpo, coda lunga ed avambracci lunghi. L'osso del collo è quasi uguale a quello degli uccelli.

## Storia della scoperta

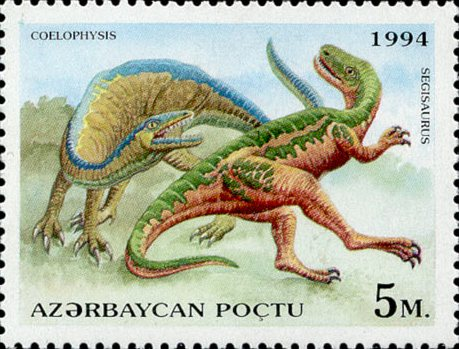
Ricostruzioni di Segisaurus e Coelophysis su un francobollo

La prima scoperta del segisauro avvenne da parte di Max Littlesalt, un indiano Navajo che allevava il suo bestiame presso lo Tsegi Canyon. Littlesalt indicò i fossili agli archeologi recatisi sul posto. Il fossile dovette aspettare tre anni prima di essere descritto analiticamente da Charles Lewis Camp e quando fu presentato, fu soggetto a numerosi commenti soprattutto per le clavicole e le strutture delle ossa solide. Secondo le recenti scoperte, il segisauro è una specie attraverso la quale si può capire l'evoluzione dei dinosauri teropodi.
Camp lo comparò a quello di una gallina seduta e molto probabilmente questo piccolo dinosauro usava questa posizione per proteggere la propria prole in determinati momenti. Per quanto riguarda il fossile, si sono anche fatti dei quesiti su come poteva essere morto l'animale; alcuni studiosi, infatti, ritengono che la sua morte sia dovuta a una tempesta di sabbia che lo avrebbe sommerso ed ucciso, ma, ovviamente, questa è ancora e solamente un'ipotesi.

## Nella cultura di massa
Il Segisaurus compare sulla cartina durante il tour del Jurassic Park con la Ford Explorer del parco, senza però apparire fisicamente nel franchise, se non nel gioco Jurassic World Evolution 2.